# 精神病大王花
《精神病大王花》是日本CHARON開發的文字冒險遊戲，於2017年6月4日免費在遊戲平台Freem!發佈。遊戲重置版《精神病大王花 -Flowering Abyss-》於2021年6月25日由PGN Games在Steam發佈，並登陸手機平台，2022年1月20日登陸任天堂Switch。遊戲的中文版由扑家工作室於2022年2月14日發佈。遊戲講述主角井太郎和五個少女之間的愛情故事。

## 遊戲系統
《精神病大王花》採用文字冒險遊戲的遊玩方式，玩家扮演主角井太郎。玩家遊玩時需要閱覽屏幕上所顯示的文本以了解故事情節和人物之間的對話，這些文字會與人物的立繪和背景一同出现，用以表示對話的對象。對話對象的立繪會隨著對話進行而變化，根據對話的内容做出不同動作或表情，如臉紅，驚愕，皺眉等。在部分場景中會遇見代替背景和人物立繪的電腦圖像。遊戲中會在預設的段落中出現行為選項供玩家選擇，下一段文本在做出選擇前並不能夠顯示。由玩家來決定主角接下來的行動，繼而影響接下來的劇情發展。玩家可以與五位女主角成戀人關係，遊戲的過場動畫中會以花朵成長的發芽、含苞和綻放三個階段象徵攻略角色的情感發展進度。在綻放階段，女主角都有會異於常人的病態行為。玩完成五個角色的路線後，可以獲得進入真結局的密碼，以了解遊戲背後的故事。重置版增加了五個角色的「追加故事」，講述女主角沒有出現綻放階段的病態行為，沒有異常的幸福人生片段。

## 登場角色
井太郎
故事主人公，在不同女主角路線中有不同身份，在茉莉、美穗實、寧寧音路線是學生，在亞夢和萌子路線是上班族，各個路線為獨立故事。
茉莉
聲：中原麻衣
井太郎的同班同學，活潑開朗的少女，突然對井太郎透露出親近的意思，兩人遂成為戀人。
美穗實
聲：田中愛美
井太郎的同校後輩，天真活潑的少女，自持是井太郎的妹妹，由於家裡的問題經常離家出走，在井太郎家中借宿。
亞夢
聲：健屋花那
井太郎傾慕的女演員，某天井太郎在常去的酒吧遇到亞夢，並藉此表達了自己的愛慕之情。
萌子
聲：芹澤優
井太郎的同事，御宅族。對同為御宅族的井太郎有好感，但是被井太郎所厭惡。有角色扮演的愛好，某次扮演成女僕時吸引了井太郎，並以「克拉拉」的身份和井太郎交往。
寧寧音
聲：桃鈴音音
富家千金，渴望自由戀愛，但是一直被父親安排政治婚姻的相親。某次逃離相親時，丟掉了母親的遺物戒指，井太郎撿到了戒指並送還，之後寧寧音就將井太郎尊為恩人。

## 開發及發行
遊戲由一人完成，遊戲音樂來源於網絡上的免費音樂素材，是第十部作品。遊戲使用遊戲引擎TyranoBuilder進行開發，2017年6月1日完成，並在4日免費在遊戲平台Free!發佈 。遊戲日文原名是一個自造詞，由（精神異常者）和（大王花）組合而成。重置版新增的追加劇情由負責，遊戲美術完全重新繪製，並增加主題曲和配音，角色配音邀請了中原麻衣，還有虛擬主播桃鈴音音和健屋花那，其中桃鈴音音是首次參與配音工作。重置版於2021年6月25日推出，Steam由PGN Games負責發行工作，同日登陸iOS、Android平台。重置版原計劃於2021年內推出任天堂Switch版，後延期至2022年1月20日由Regista發佈。重置版的中文版原計劃於2022年1月下旬發佈，後延期至2月14日由扑家工作室發佈。中文版和日文版的差別是除去了桃鈴音音配音的內容。

## 評價
《精神病大王花》在發佈當年獲得Free!進行的「Free!遊戲大賽」的「個性派部門」金獎。Free!的評論員對遊戲的美術和音樂由正面的評價，他認為角色設計可愛，大尺寸的立繪給人面對面和角色對話的感覺，背景音樂有很高的表現力，能讓玩家沉浸在故事之中，同時評論員也批評介紹角色的過場動畫影響故事節奏。遊戲媒體的評論員認為作品並不合適所有玩家遊玩，4Gamers的評論員亞小安指出遊戲的劇情讓人難受，「女性角色們多半都有些精神上的異常，所以精神力太弱者不建議遊玩」。3DM評論員伊東也指出「不推荐本作，给任何精神状态不稳定，或是企图从虚拟世界寻求慰藉的玩家游玩」。伊東對遊戲重置版新增的內容給予正面的評價，角色配音能增加玩家對角色的代入感，新增的追加故事彌補了本篇故事的遺憾，是「平复玩家心情的安慰剂」。遊戲劇情方面，伊東表示每個角色只有約二十分鐘的劇情，導致「角色深度不足」。

## 備註
1. ↑  早期名为「杏夢」[4]，後改為「亞夢」[2]。

## 外部連結
- 官方网站
- 《精神病大王花》在視覺小說數據庫的頁面 （英文）